# Palissander

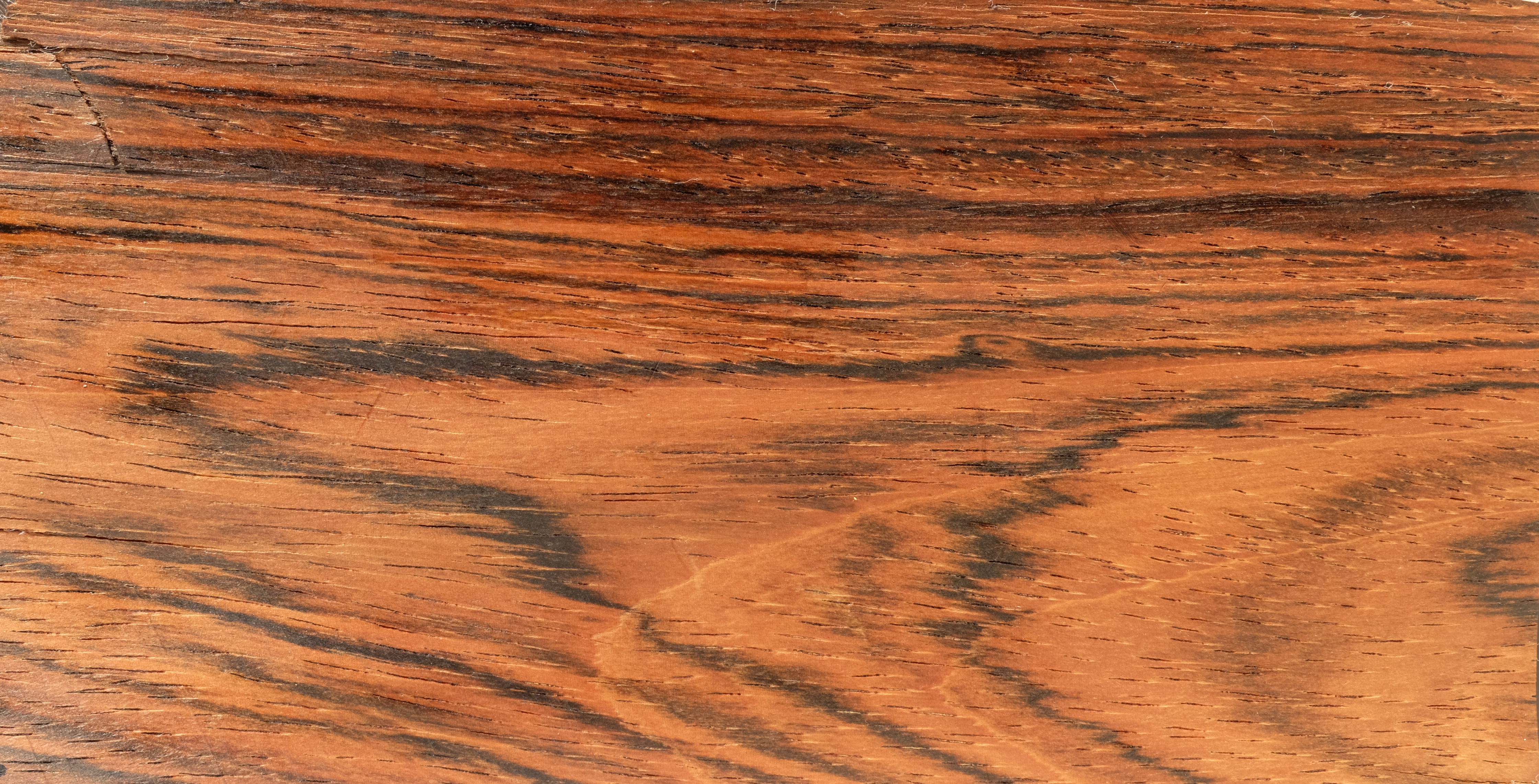
Rio palissander, in lichte toonzetting

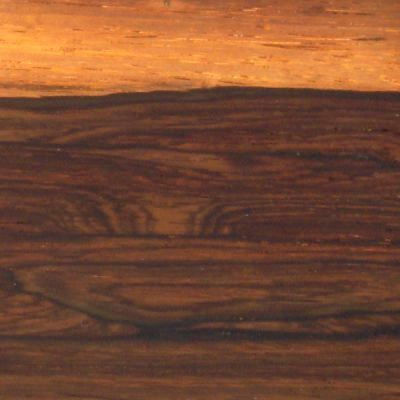
Rio palissander, in donkere toonzetting

Palissander is een edele houtsoort, een mooi zware, stabiele houtsoort. Palissanders worden gekenmerkt door onregelmatige, donkerder strepen, maar de basiskleur kan variëren. Alle palissanders zijn tropische houtsoorten. Zij worden vooral gebruikt voor hoogwaardige toepassingen, zoals meubels, siervoorwerpen en muziekinstrumenten.
In eerste instantie was palissander alleen het hout van Dalbergia nigra uit Brazilië, het zogeheten Rio palissander, maar een aantal andere soorten uit dit genus Dalbergia (familie Leguminosae) worden ook erkend als palissanders. Overigens leveren lang niet alle soorten uit dit genus bruikbaar hout, en voor zover ze dat wel doen zijn die houtsoorten niet alle palissanders; er is geen exacte overeenstemming over welke soorten tot de palissanders gerekend worden.
De bekendste andere palissander is het hout van Dalbergia latifolia (het Indisch palissander of Java palissander). 
Wel wordt de naam "palissander" met een voorvoegsel gebruikt voor allerlei mooie houtsoorten die in meerdere of mindere mate op echt palissander lijken. 
Vooral China heeft een onverzadigbare honger naar palissanders of daarmee vergelijkbare houtsoorten. China zelf had een beperkte voorraad inheems palissander. Ook Cambodja en Vietnam hadden palissanders, maar er is erg veel gekapt. Tegenwoordig staat Dalbergia nigra op de CITES lijst I. Alle andere Dalbergia-soorten staan op lijst II.

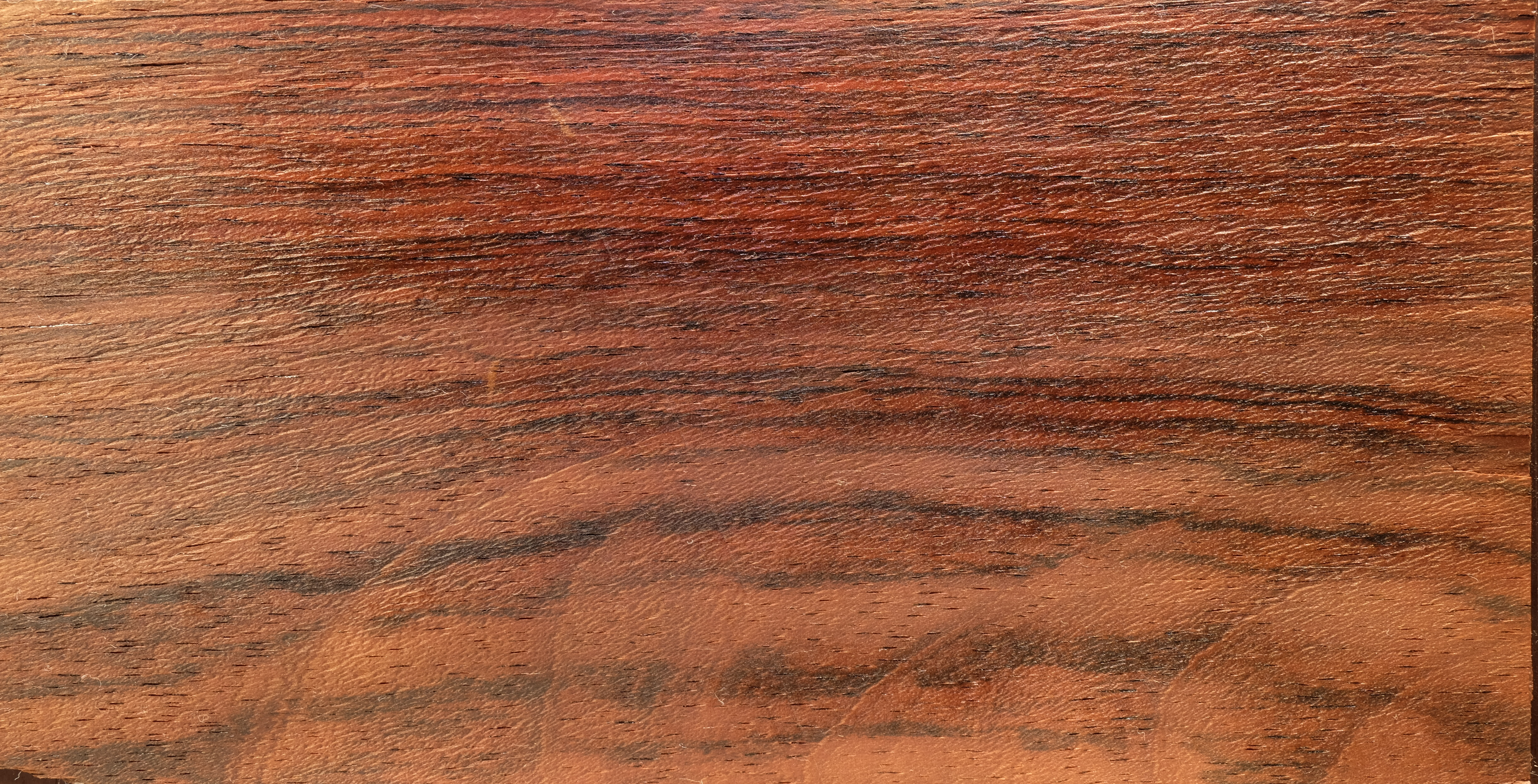
Rio palissander (met zaagsporen)
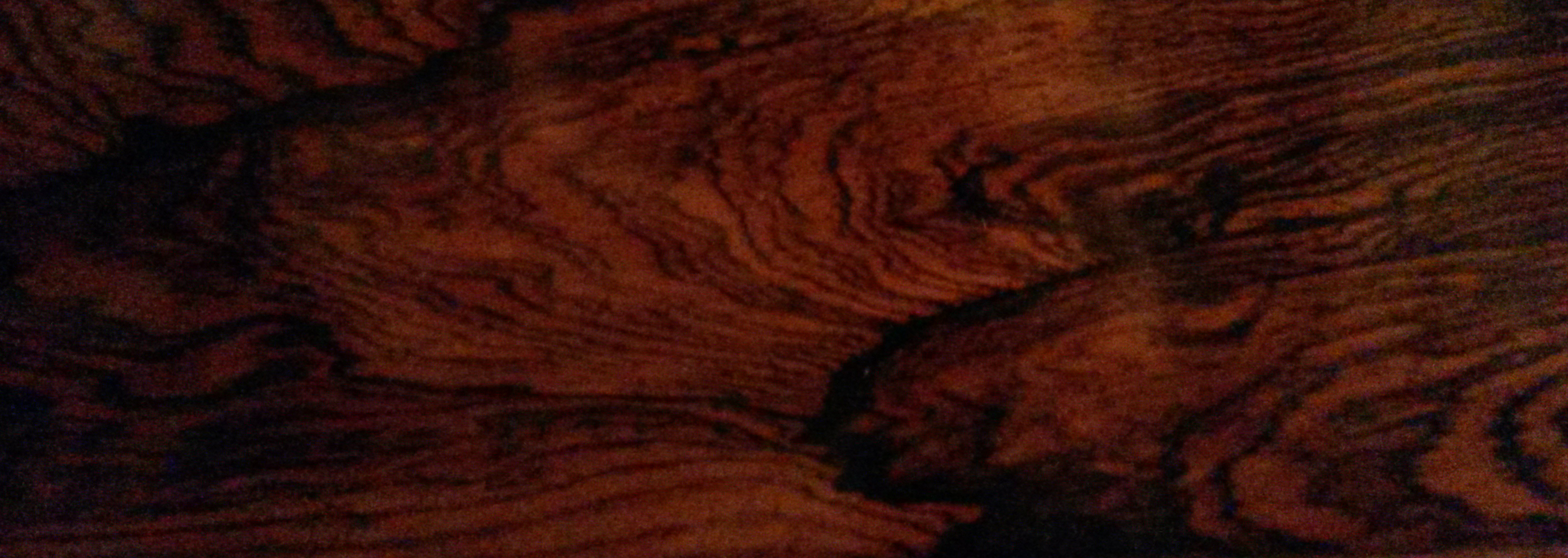
Rio palissander
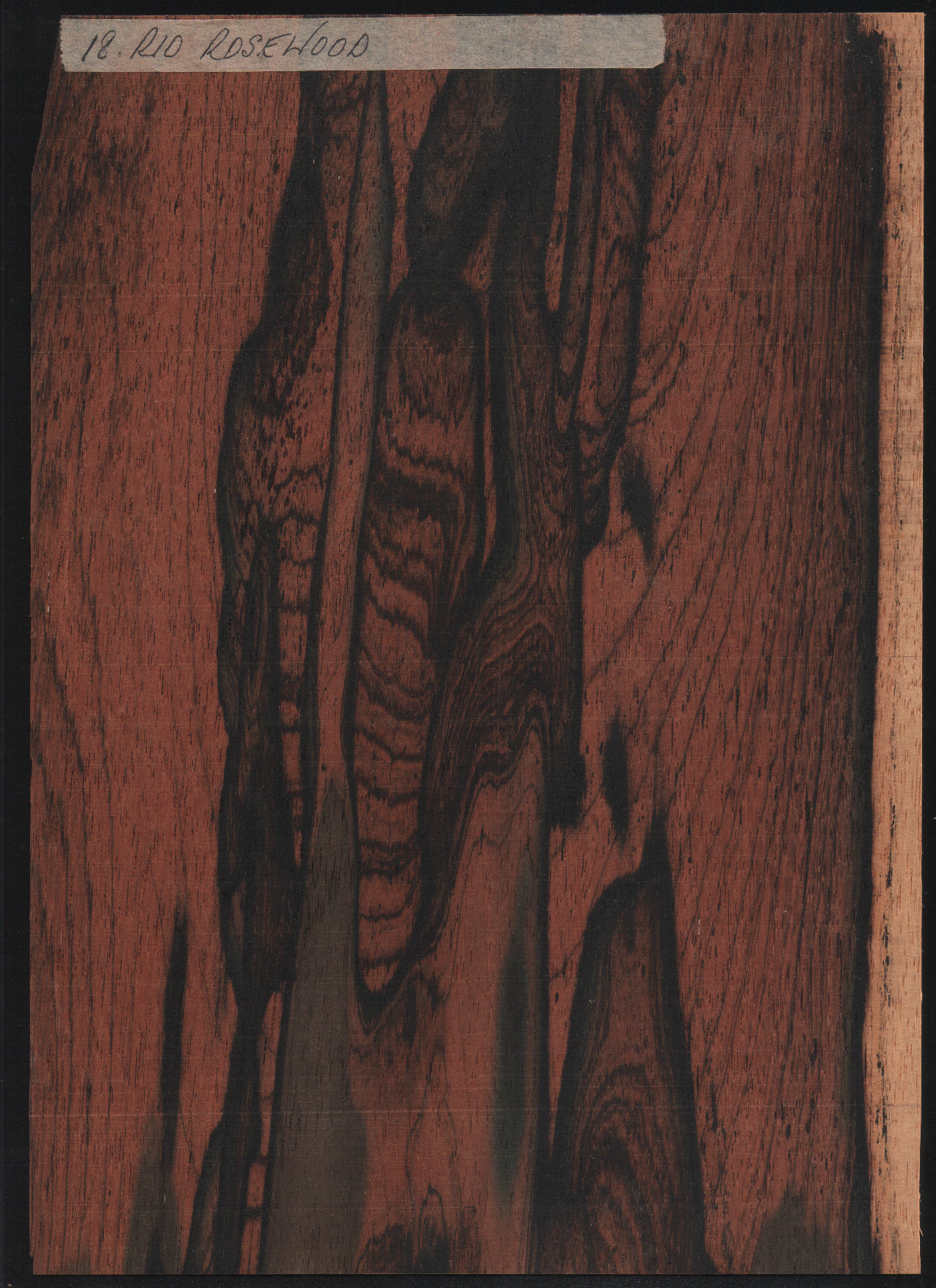
Rio palissander
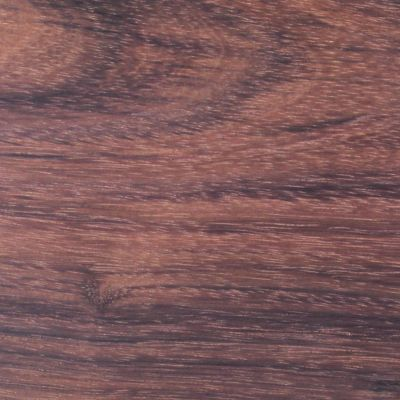
Indisch palissander
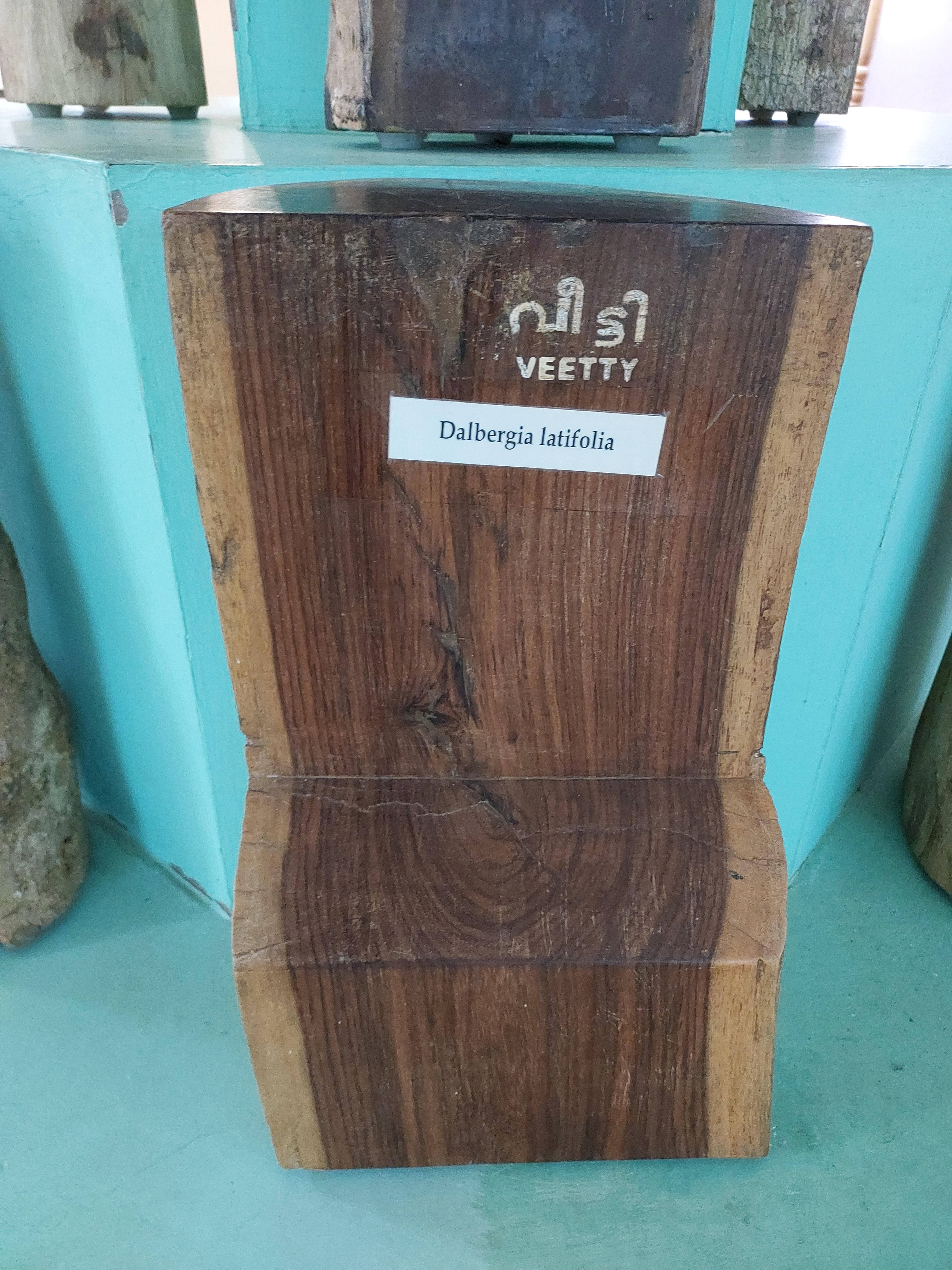
Indisch palissander
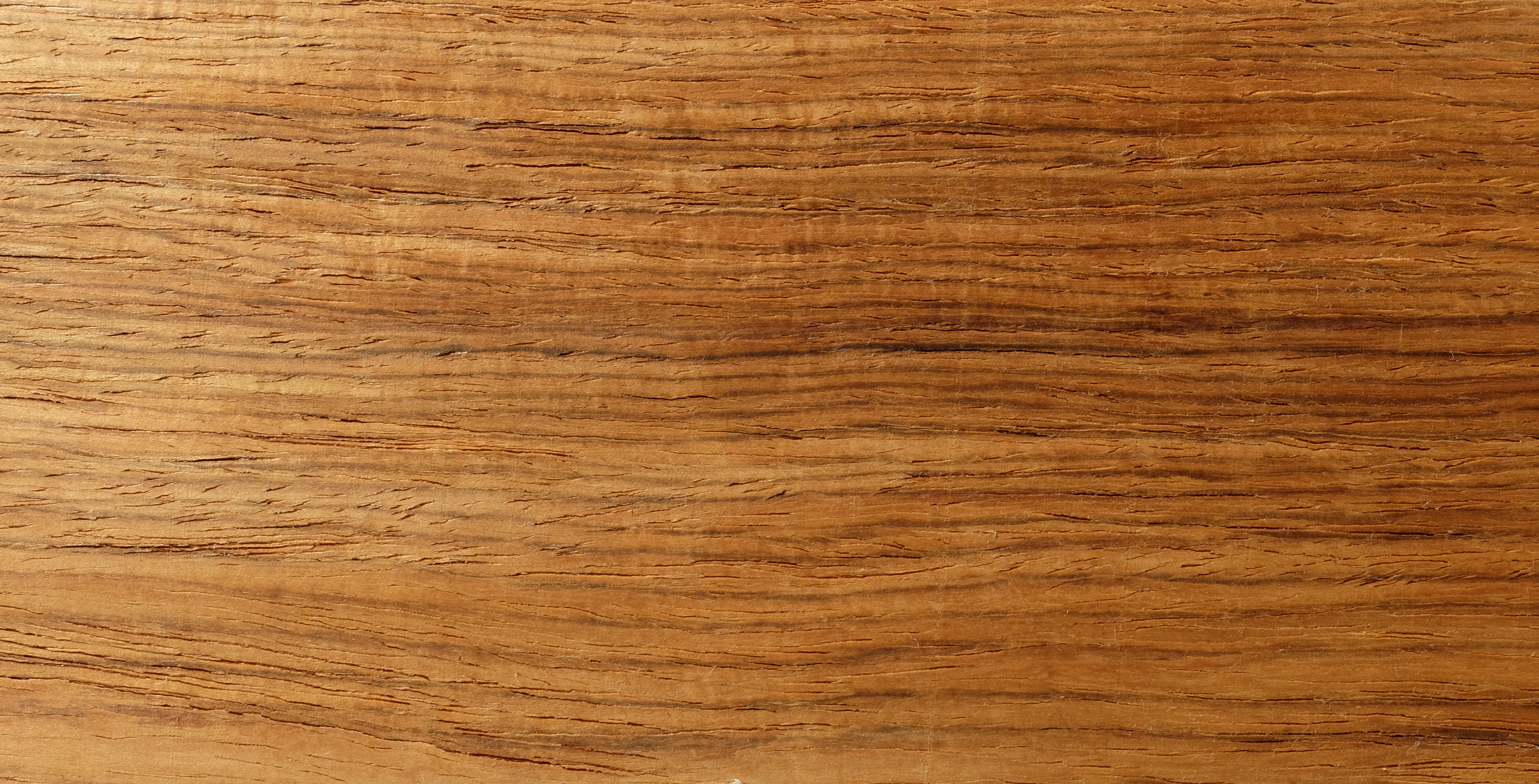
Madagascar palissander
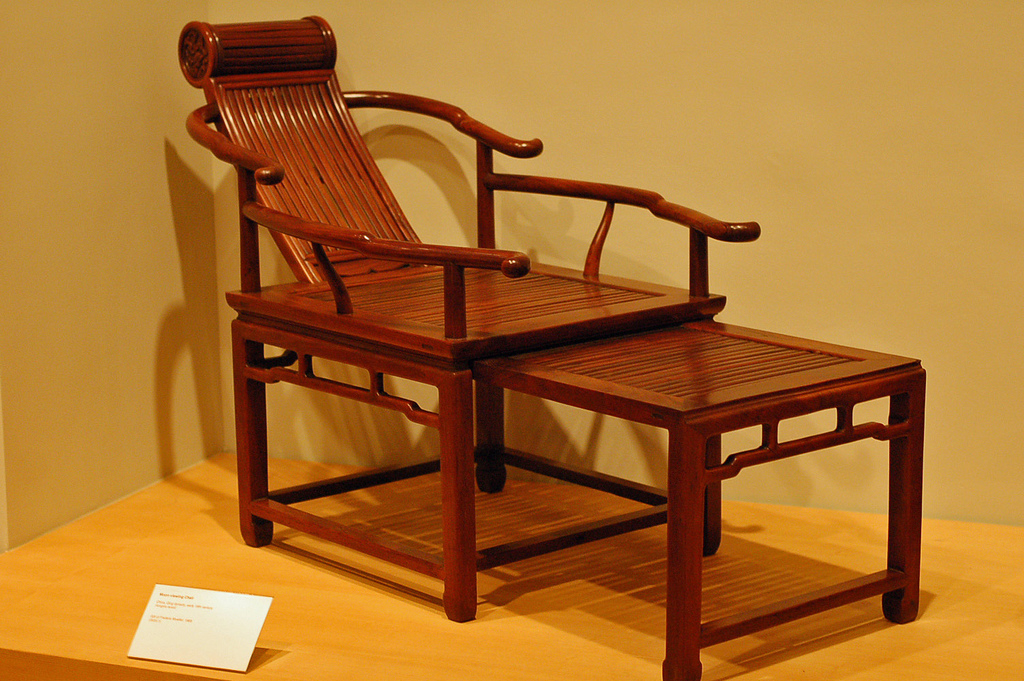
Chinees meubel, begin achttiende eeuw
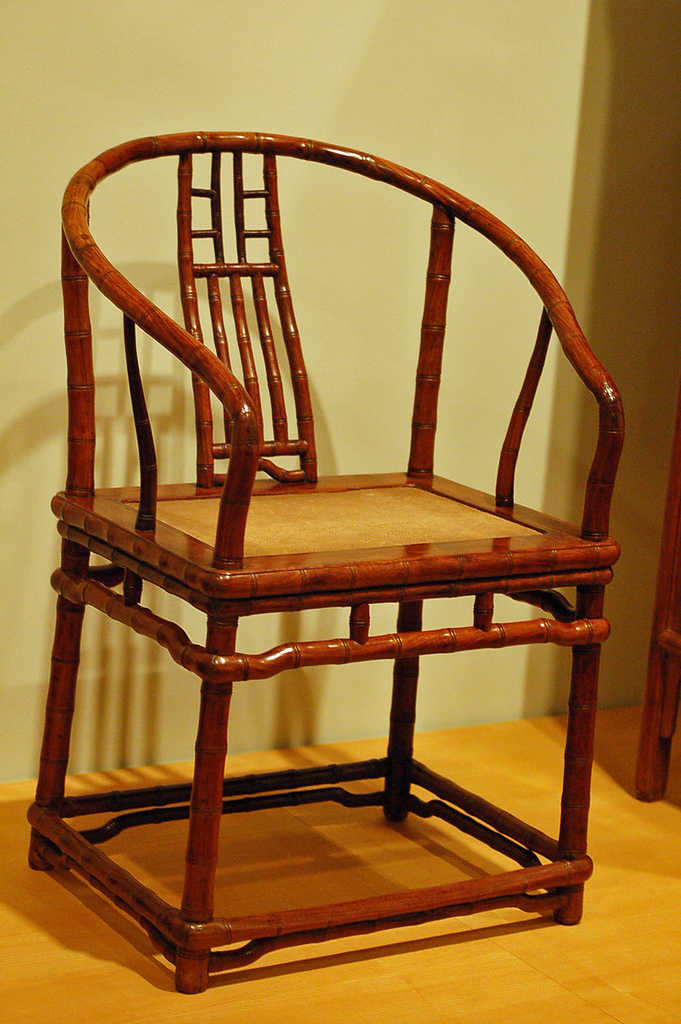
Chinees meubel, eind zestiende, begin zeventiende eeuw
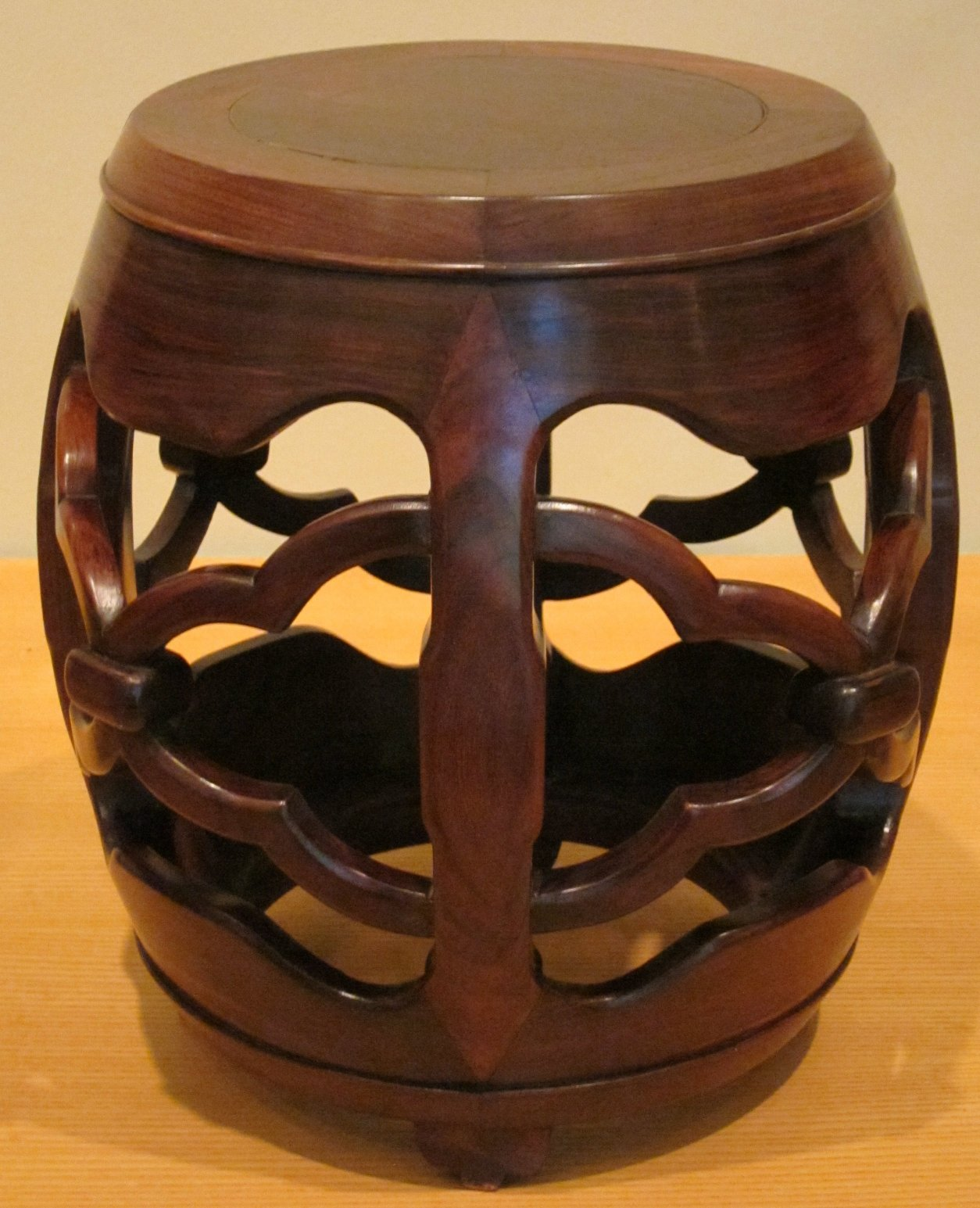
Chinees meubel, midden negentiende eeuw
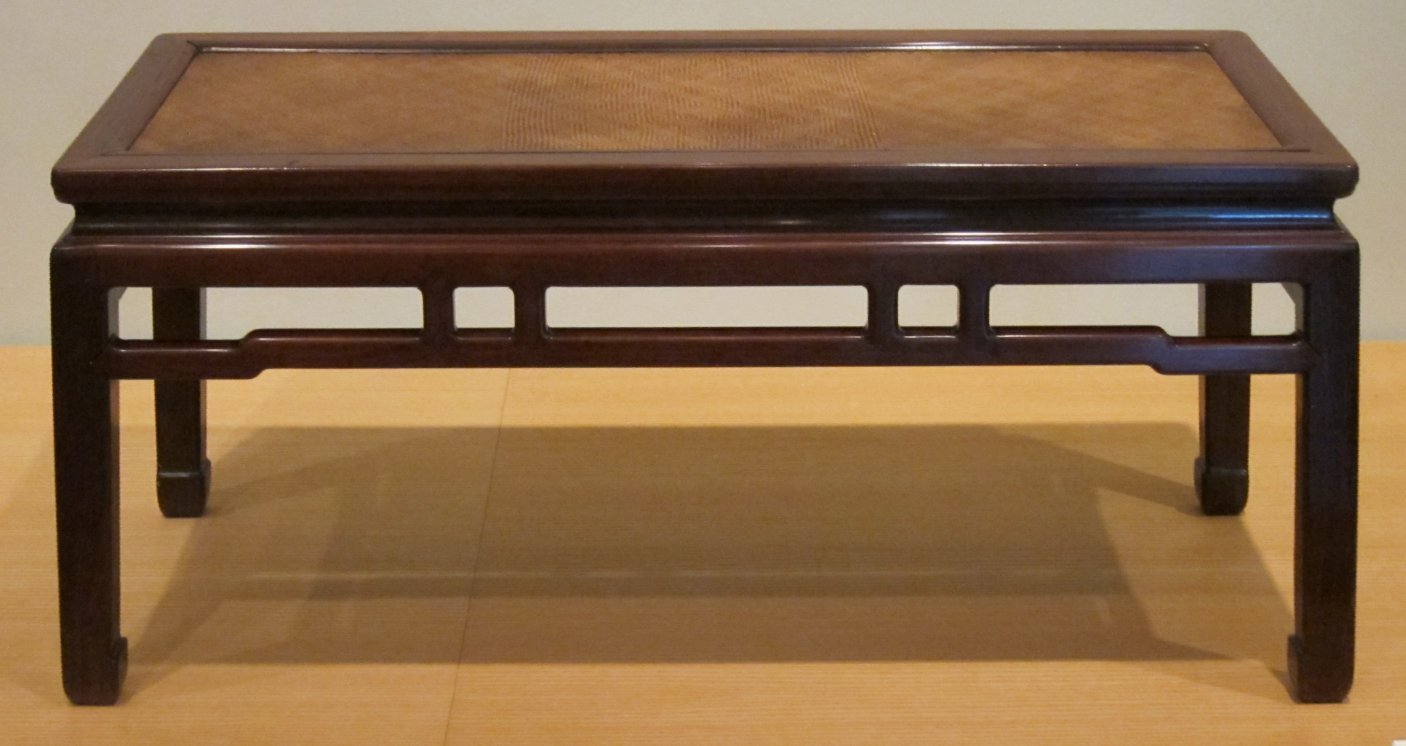
Chinees meubel, eind zeventiende eeuw
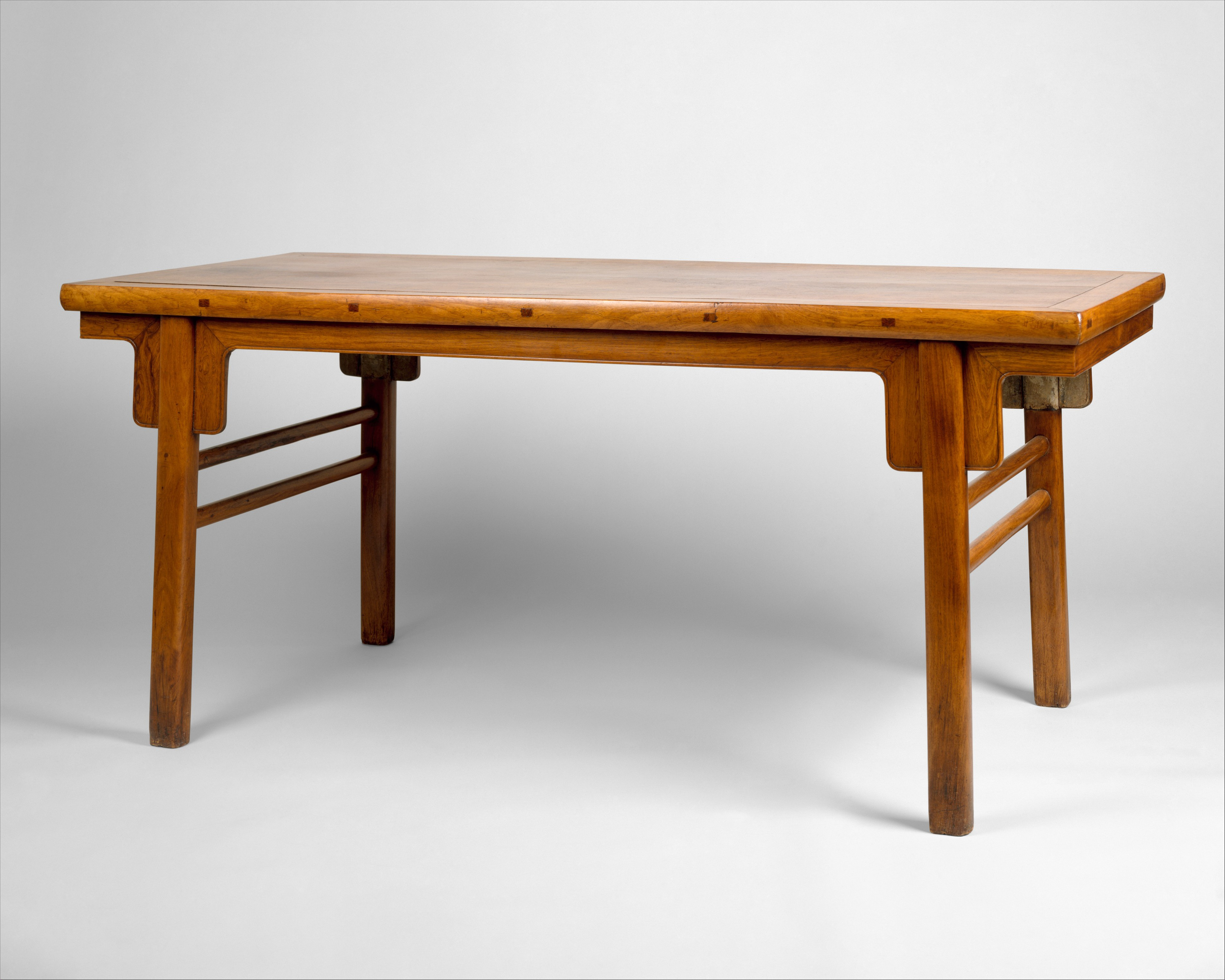
Chinees meubel, eind zestiende, begin zeventiende eeuw
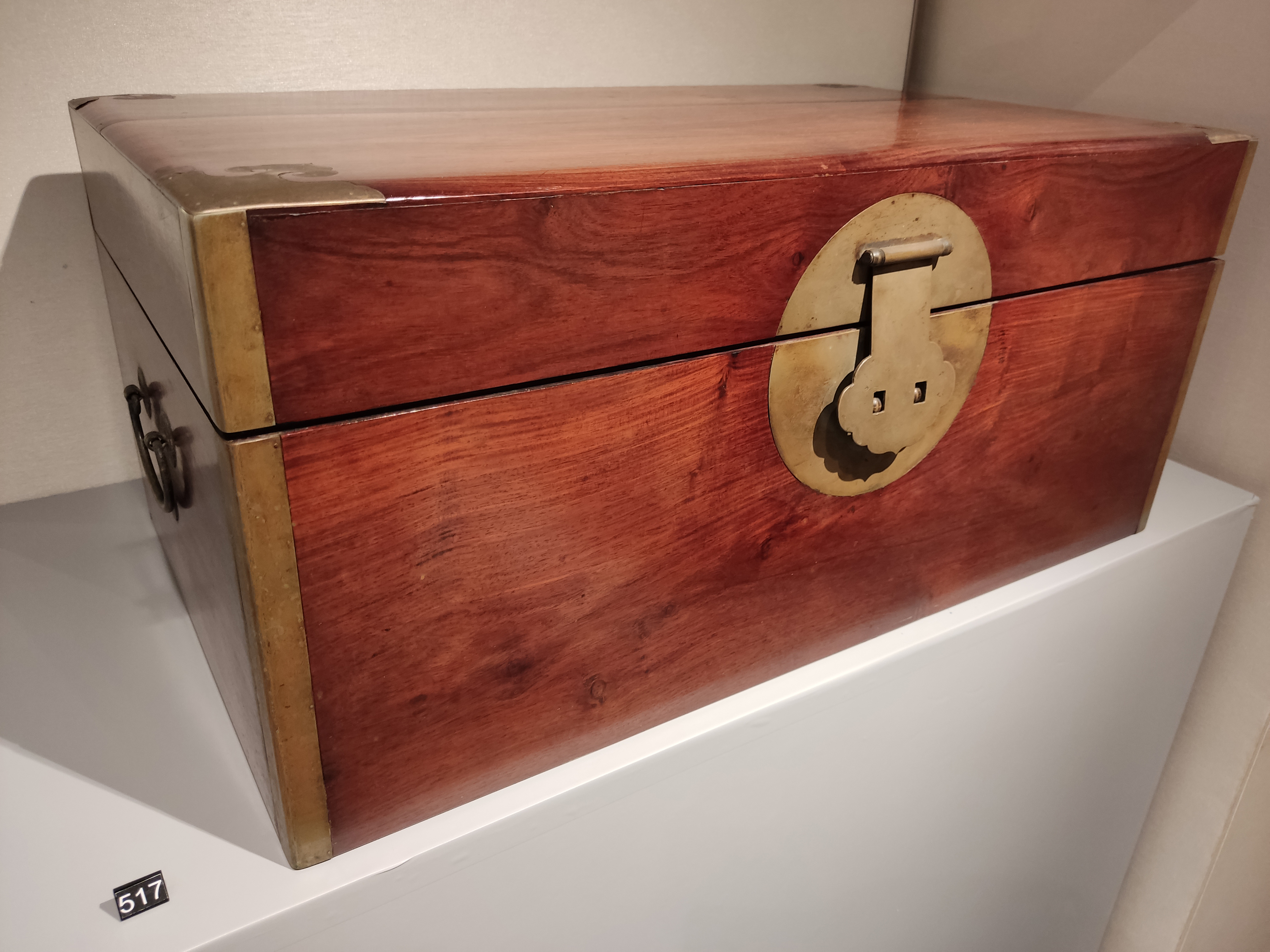
Chinees meubel, laat in de Ming dynastie
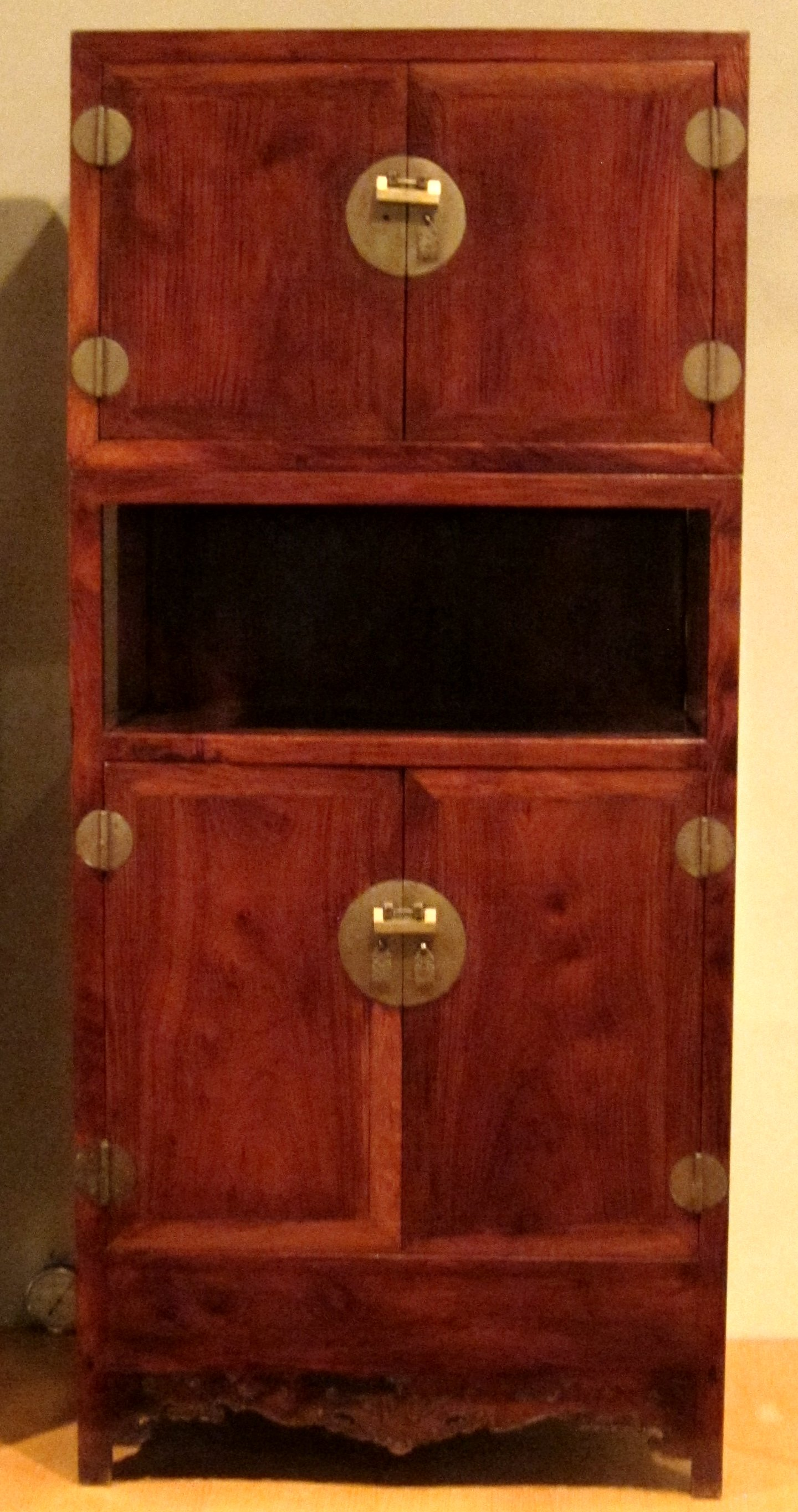
Chinees meubel, zeventiende of achttiende eeuw
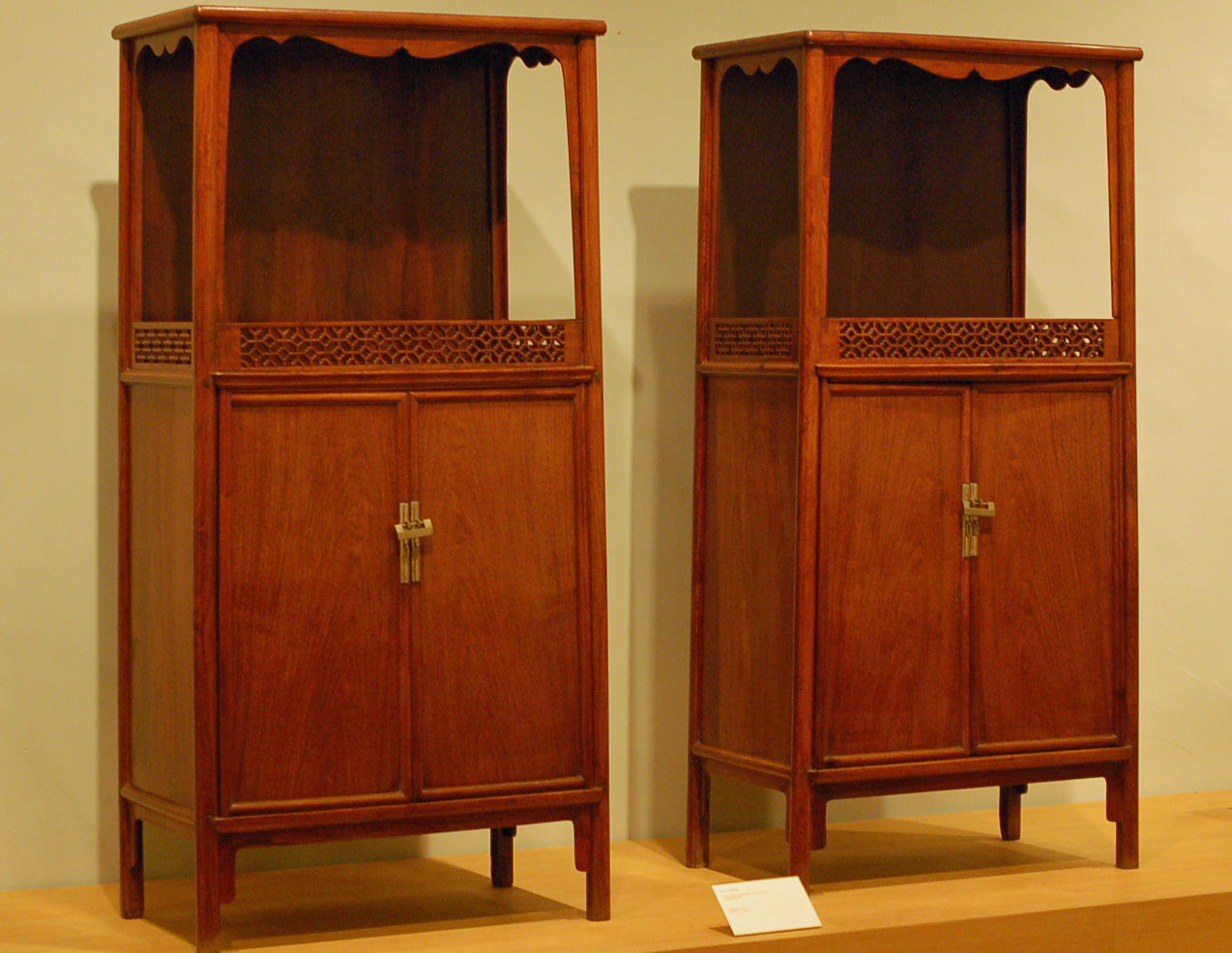
Twee Chinese meubels, vermoedelijk zeventiende eeuw
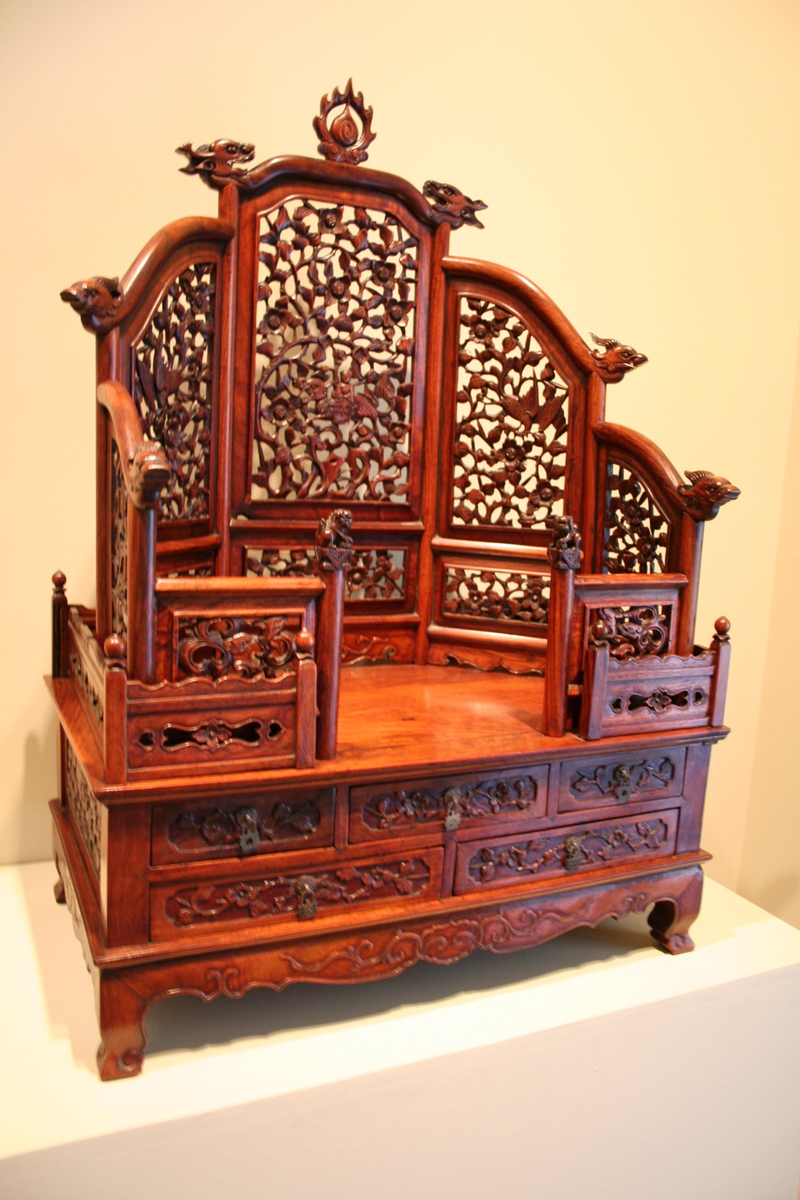
Chinees meubel, zeventiende eeuw
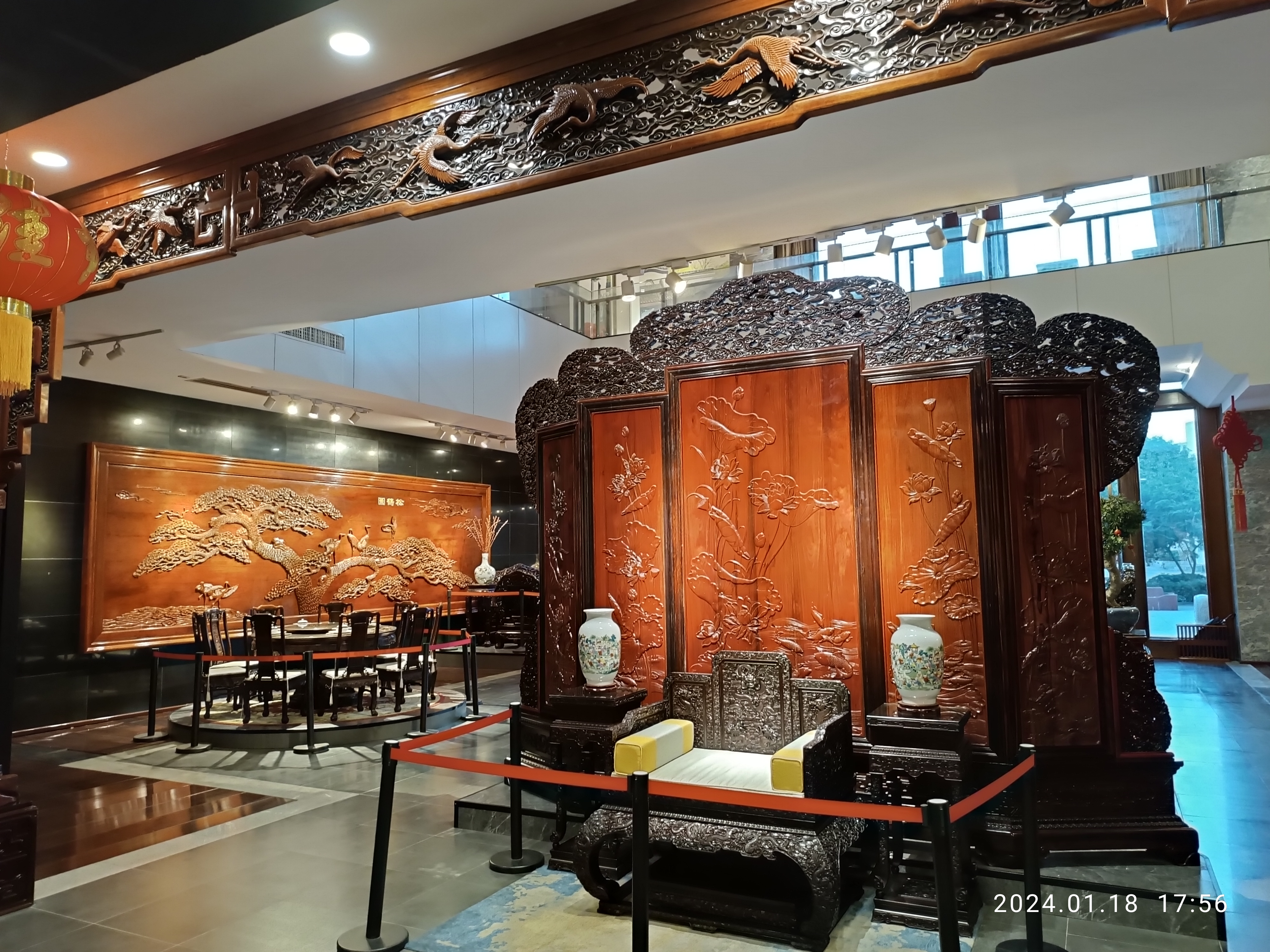
Chinees ameublement
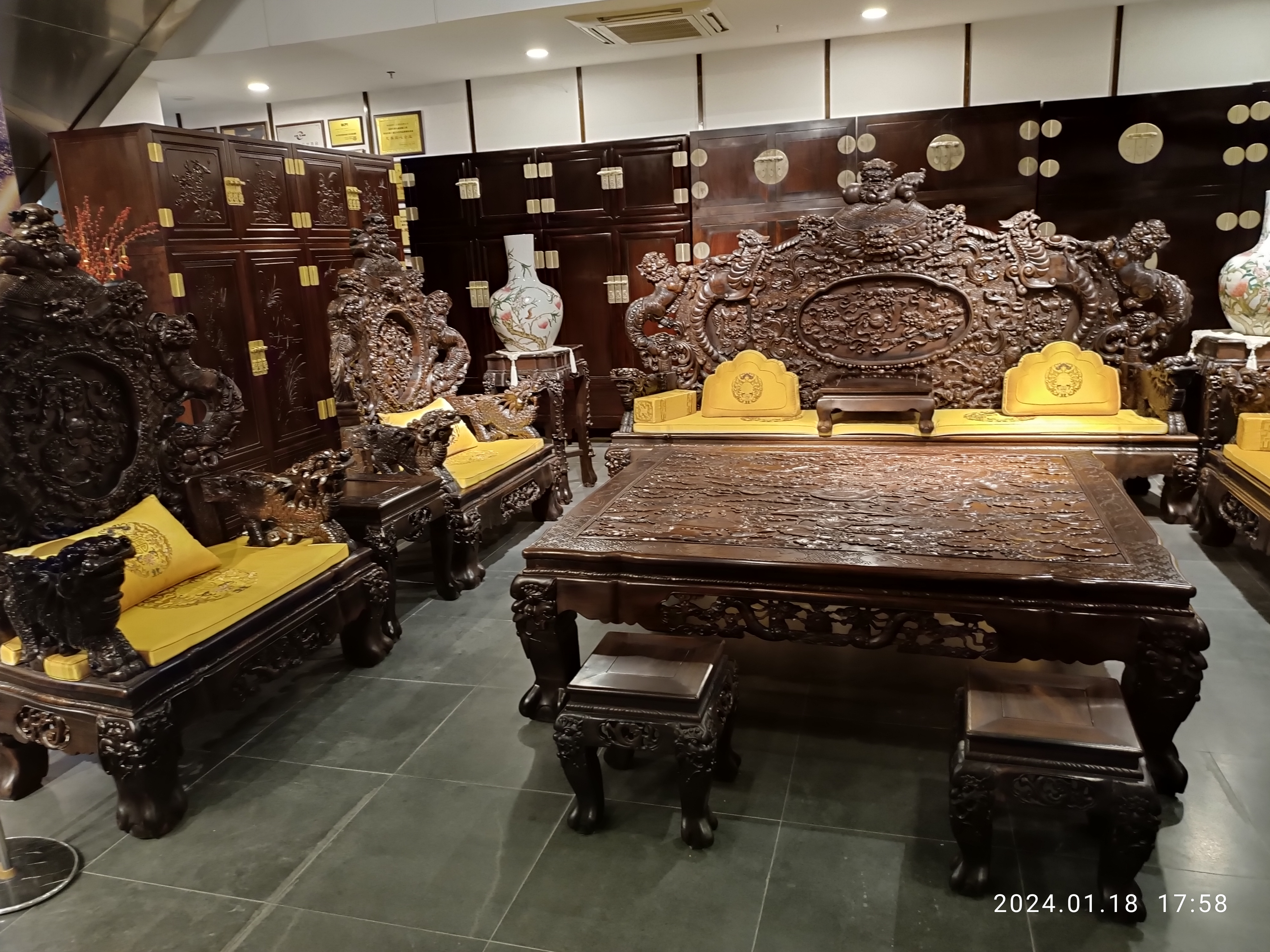
Chinees ameublement
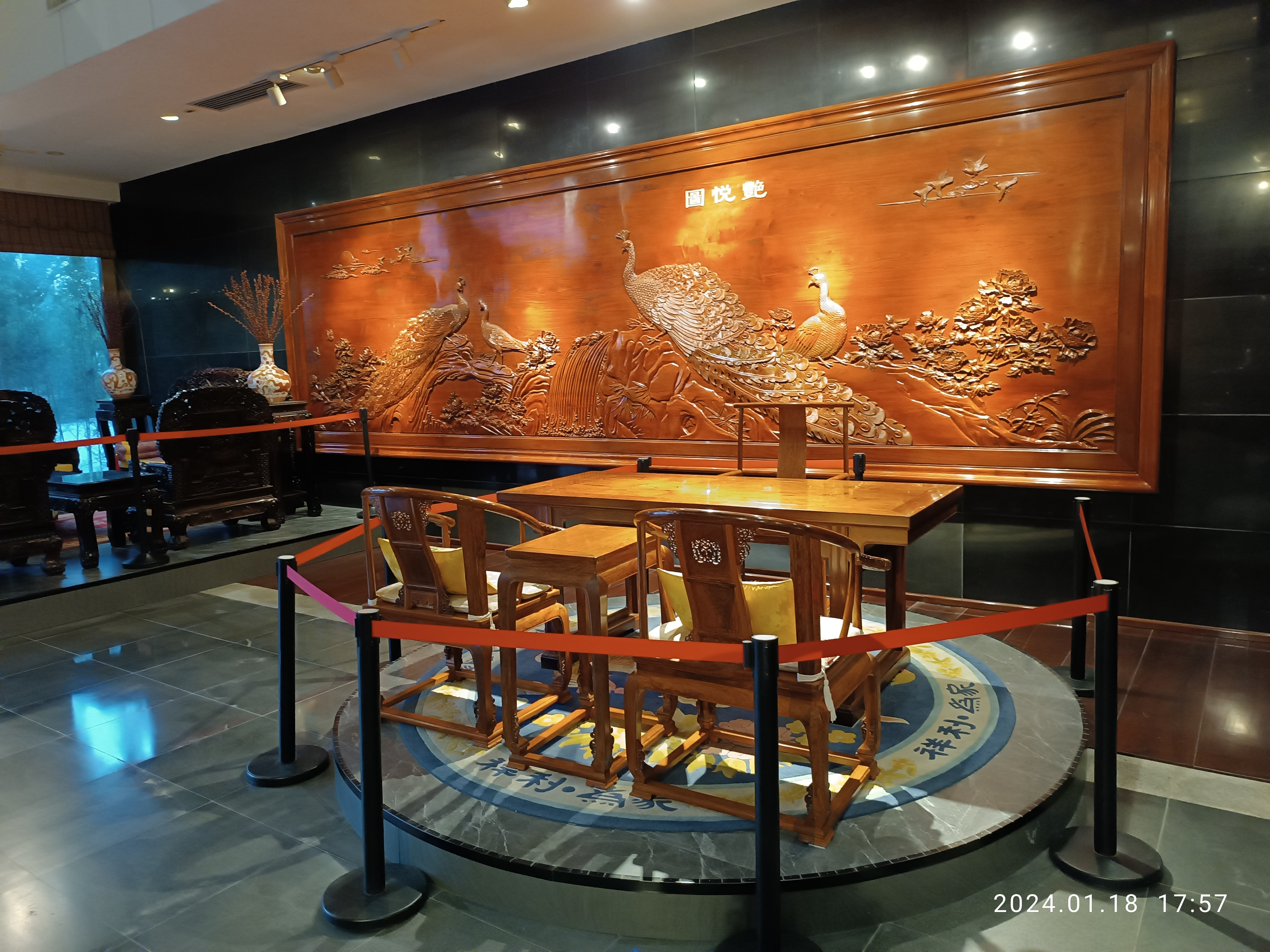
Chinees ameublement
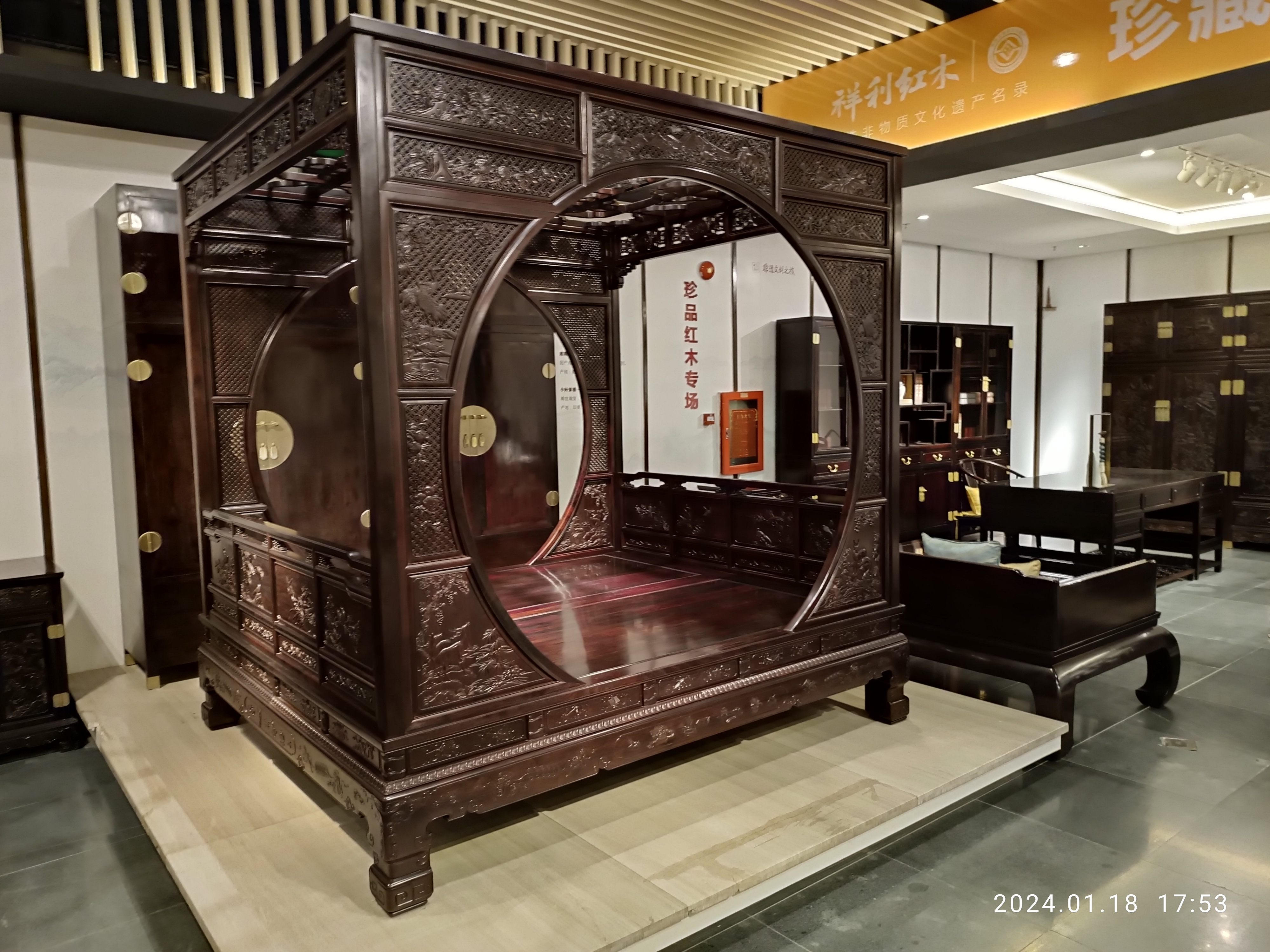
Chinees ameublement